# Pergalumna reniformis
Pergalumna reniformis är en kvalsterart som beskrevs av Hammer 1958. Pergalumna reniformis ingår i släktet Pergalumna och familjen Galumnidae. Inga underarter finns listade i Catalogue of Life.